# Причепа Яків Максимович
Яків Максимович Причепа (5 листопада 1919, Півці — ?) — український радянський графік; член Спілки радянських художників України.

## Біографія
Народився 5 листопада 1919 року в селі Півцях (нині Обухівський район Київської області, Україна). Брав участь у німецько-радянській війні. 1948 року закінчив Одеське художнє училище, де навчався, зокрема, у Теофіла Фраєрмана, Євгена Буковецького. Мешкав в Одесі в будинку на вулиці Чкалова, № 1, квартира № 19.

## Творчість
Працював у галузі станкової графіки. Серед робіт:
- Яреський етюд (1954, папір, темпера);

ліногравюри
- «Річка Пластунка» (1957);
- «Тиха вода» (1958);
- «Цюрупинськ» (1960);
- «Рибалки» (1961);
- «Бакен» (1961).

Брав участь у республіканських виставках з 1949 року, всесоюзних — з 1958 року, зарубіжних — з 1959 року.